# 毛耳飛鼠屬
毛耳飛鼠屬（学名：Belomys）为松鼠科的一属啮齿动物。

## 下属物种
本属包括以下物种：
- 毛足飛鼠 Belomys pearsonii (Gray, 1842)
- Belomys trichotis Thomas, 1908